# Haines Junction
Haines Junction, in der Sprache der lokalen Indianer Dakwakada, ist ein Ort im kanadischen Territorium Yukon und ist eine von nur acht offiziellen Gemeinden im Territorium. Die Gemeinde hat den rechtlichen Statuts eines Dorfes (englisch Village). Es ist der Zentralort für die Champagne and Aishihik First Nations. Von den Mitgliedern dieser First Nation wohnen etwa 240 im Ort.
Das Dorf liegt im Südwesten des Yukon, an der Kreuzung von Alaska Highway und Haines Highway, der dem Ort den Namen gab und Ausgangspunkt für Besucher des Kluane-Nationalparks ist.
Das Klima hier ist kaltgemäßigt (Dsc gemäß der Klimaklassifikation nach Köppen und Geiger).

## Geschichte
Verschiedene Gruppen der Südlichen Tutchone hatten um Haines Junction Fischplätze und Sommerlager. Sie bezeichneten das Gebiet als Dakwakada, was etwa „hohes Lager“ bedeutet. Dies hängt damit zusammen, dass die Tutchone hölzerne Speicher auf Ständern errichteten, um Nahrungsmittelvorräte anzulegen. Das heutige Dakwada Building erinnert daran.
Zugleich kontrollierten die Tutchone den Handel bis zu den drei Pässen, die den Zugang zur Pazifikküste ermöglichten. Das galt vor allem für den nahe gelegenen Chilkoot Pass, der für den Handel mit den Tlingit, genauer den Chilkat und Chilkoot, die die Pässe kontrollierten, bis zum Klondike-Goldrausch eine zentrale Rolle spielte. Im Gebiet um das spätere Haines Junction trafen sich Gruppen auf dem Weg von Klukshu und Kloo Lake nach Hutchi, Champagne und Mendenhall.
Mit dem Goldrausch veränderten sich die Lebensverhältnisse grundlegend und die Bevölkerungszahlen brachen ein, wie schon 1862 bei den Tlingit. Dabei spielten zunächst die Pocken eine wichtige Rolle, später Masern und andere Krankheiten, gegen die die Indianer fast keine Resistenz aufwiesen.
Als 1904 Gold am Kluane Lake entdeckt wurde, entstand die Kluane Wagon Road, ein Weg, der etwa dem Dezadeash River und den traditionellen Handelspfaden der Champagne und Aishihik folgte. In den 30er Jahren diente diese Strecke nicht mehr Goldsuchern, wurde aber von einer Postlinie befahren, der Whitehorse Kluane Stage Line, die George Chambers führte.
Seit den 60er Jahren lebt im Raum Haines Junction die Champagne and Aishihik First Nations, wobei erstere nach Champagne am Dezadeash River benannt sind, letztere nach Aishihik am Oberlauf des Alsek River. Sie wurden von Champagne Landing und von Aishihik hierher umgesiedelt. Sie sind mit rund 800 anerkannten und weiteren über 300 nicht anerkannten Stammesangehörigen eine der größten First Nations im Yukon.
Der heutige Ort Haines Junction entstand ab 1942 am Abzweig zur Haines Road mit dem Bau des Alaska Highway und diente anfangs als Stützpunkt des United States Army Corps of Engineers für die bis zu 20.000 beim Straßenbau eingesetzten Soldaten und Arbeiter. Ab 1943 entstand, vielfach entlang alter Handelsrouten, darüber hinaus der Haines Highway, der den Alaska Highway mit dem alaskanischen Haines über den Chilkat Pass verband. Beim Bau des Alaska Highways orientierte man sich stark an dieser Straße.
Mit dem Abzug der Amerikaner 1946 übernahm kanadisches Militär den Ort und das Baucamp, und von hier aus wurde die Strecke unterhalten. Der Alaska Highway wurde etwas verlagert, die alte Trasse wurde nun als Marshall Creek Road bekannt. Die verbleibenden Bauarbeiter holten zum Teil ihre Familien nach und weitere neue Einwohner folgten. 1956 entstand ein Gebäude für die Royal Canadian Mounted Police, womit erstmals kanadische Polizei stationiert wurde.
Um die Wildbestände vor den zahlreichen Jägern, die mit den Straßenarbeitern in die Region kamen, zu schützen, wurde das Kluane Game Sanctuary eingerichtet, aus dem 1972 der 22.015 km² große Kluane-Nationalpark hervorging (Aussprache: Klu-ah-nii, abgeleitet von Lu'An Mün, einem Tutchone-Wort, das „See mit vielen Fischen“ bedeutet). Die Parkverwaltung wurde in Haines Junction angesiedelt und der Ort damit zum wichtigsten Zugangspunkt in den Nationalpark. Auch entstand 1980 ein Besucherzentrum mit Museum. Die Champagne and Aishihik First Nations verwalten seit 1995 den Park mit, was auch für den südlich gelegenen Tatshenshini-Alsek Provincial Park gilt. Sie gehen zum Teil wieder ihrer traditionellen Jagd- und Fischtätigkeit nach, um ihren Lebensunterhalt zu sichern, was ihnen rund ein halbes Jahrhundert lang verboten war.
1998 entstand, nachdem das Stammesbüro an der Marshall Creek Road zu klein geworden war, das CAFN Administrative Building, das Verwaltungsgebäude der Champagne and Aishihik First Nations.

## Demographie
Die letzte offizielle Volkszählung, der Census 2016, ergab für die Ansiedlung eine Bevölkerungszahl von 613 Einwohnern, nachdem der Zensus 2011 für die Gemeinde nur eine Bevölkerungszahl von 593 Einwohnern ergab. Die Bevölkerung nahm damit im Vergleich zum letzten Zensus im Jahr 2011 um 3,4 % zu und entwickelte sich deutlich schwächer als im Durchschnitt des Territoriums, dort mit einer Bevölkerungszunahme von 5,8 %. Auch im Zensuszeitraum 2006 bis 2011 hatte die Einwohnerzahl in der Gemeinde nur schwach um 0,7 % zugenommen, während sie im Durchschnitt des Territoriums um 11,6 % zunahm.
Zum Zensus 2016 lag das Durchschnittsalter der Einwohner bei 40,0 Jahren und damit über dem Durchschnitt des Territoriums von 39,1 Jahren. Das Medianalter der Einwohner wurde mit 41,2 Jahren ermittelt. Das Medianalter aller Einwohner des Territoriums lag 2016 bei 39,5 Jahren. Zum Zensus 2011 wurde für die Einwohner der Gemeinde noch ein Medianalter von 41,6 Jahren ermittelt, bzw. für die Einwohner der Territoriums bei 39,1 Jahren.
| Jahr                     | Pop. | ± %     |
| ------------------------ | ---- | ------- |
| 1971                     | 183  | —       |
| 1976                     | 268  | +46,4 % |
| 1981                     | 366  | +36,6 % |
| 1986                     | 340  | −7,1 %  |
| 1991                     | 477  | +40,3 % |
| 1996                     | 574  | +20,3 % |
| 2001                     | 531  | −7,5 %  |
| 2006                     | 589  | +10,9 % |
| 2011                     | 593  | +0,7 %  |
| 2016                     | 613  | +3,4 %  |
| 2021                     | 688  | +12,2 % |
| Quelle: Statistik Kanada |      |         |

## Religion
Am Alaska Highway operierte der Anglican Sunday School Caravan, bis dieser durch eine eigene Kirche abgelöst wurde. Eva Hasell spendete das Land dazu und Reverend Watson und Peter Tizya, ein Laiendienter aus Old Crow, erbaute das Haus 1956. 1987 entstand ein neuer Bau.
Die Konkurrenten im Yukon, die katholische Missionare des Oblatenordens, wie Vater Morisset, kamen z. T. mit der US-Armee. Morisset und Vater Van Rouej erbauten die katholische Kirche Our Lady of the Way 1955. Dazu übernahmen sie Überreste eines Gebäudes der Luftwaffe. Haines Junction wurde 1983 Hauptquartier der North Alaska Highway missions.

## Verkehr
Neben der Anbindung an die beiden Highways verbindet der etwa 3 Kilometer südlich der Gemeinde gelegene Flugplatz (IATA-Flughafencode: YHT, ICAO-Code: CYHT, Transport Canada Identifier: -) die Bewohner mit dem restlichen Land. Der Flugplatz verfügt dabei, wie viele der Flugplätze im nördlichen Kanada, nur über eine geschotterte Start- und Landebahn von 1.525 Meter Länge.

## Belege
1. 1 2  Haines Junction Community Profile. Census 2016. In: Statistics Canada. 9. August 2019, abgerufen am 20. September 2019.
2. ↑  Haines Junction Community Profile. Census 2011. In: Statistics Canada. 31. Mai 2016, abgerufen am 20. September 2019.
3. ↑  1971 Census of Canada (= Population. Census Subdivisions (Historical)). Statistics Canada, Ottawa Juli 1973, Table 2: Population of Census Subdivisions, 1921–1971 (englisch, gc.ca [PDF; abgerufen am 30. Januar 2022]).
4. ↑  1976 Census of Canada: Population - Geographic Distributions. Statistics Canada, Juni 1977, abgerufen am 30. Januar 2022 (englisch).
5. ↑  1981 Census of Canada: Census subdivisions in decreasing population order. Statistics Canada, Mai 1992, abgerufen am 30. Januar 2021 (englisch).
6. ↑  1986 Census: Population - Census Divisions and Census Subdivisions. Statistics Canada, September 1987, abgerufen am 30. Januar 2022 (englisch).
7. ↑  91 Census: Census Divisions and Census Subdivisions - Population and Dwelling Counts. Statistics Canada, April 1992, abgerufen am 30. Januar 2022 (englisch).
8. ↑  96 Census: A National Overview - Population and Dwelling Counts. Statistics Canada, April 1997, abgerufen am 30. Januar 2022 (englisch).
9. ↑  Population and Dwelling Counts, for Canada, Provinces and Territories, and Census Subdivisions (Municipalities), 2001 and 1996 Censuses - 100% Data (Yukon Territory). Statistics Canada, 15. August 2012, abgerufen am 30. Januar 2022 (englisch).
10. ↑  Population and dwelling counts, for Canada, provinces and territories, and census subdivisions (municipalities), 2006 and 2001 censuses - 100% data (Yukon Territory). Statistics Canada, 20. August 2021, abgerufen am 30. Januar 2022 (englisch).
11. ↑  Population and dwelling counts, for Canada, provinces and territories, and census subdivisions (municipalities), 2011 and 2006 censuses (Yukon). Statistics Canada, 25. Juli 2021, abgerufen am 30. Januar 2022 (englisch).
12. ↑  Population and dwelling counts, for Canada, provinces and territories, and census subdivisions (municipalities), 2016 and 2011 censuses – 100% data (Yukon). Statistics Canada, 8. Februar 2017, abgerufen am 30. Januar 2022 (englisch).
13. ↑  Canadian Airports Charts. NAV CANADA, abgerufen am 11. November 2022.